# 23102 Dayanli
23102 Dayanli là một tiểu hành tinh vành đai chính với chu kỳ quỹ đạo là 1662.4073635 ngày (4.55 năm).
Nó được phát hiện ngày 10 tháng 12 năm 1999.